# Вилхелм I фон Ламберг
Вилхелм I фон Ламберг (на немски: Wilhelm I von Lamberg; † 1336 или 1356) е австрийски благородник от благородническата фамилия Ламберг от Каринтия и Крайна, която има собствености в Горна Австрия (Щирия).

## Произход и наследство
Той е син на Беренгар фон Ламберг († сл. 1322) и внук на Волрат III Ламбергер († 1246). Правнук е на Волрат II Ламбергер († 1214).
През 15 век внуците му Балтазар († пр. 1426), Георг († ок. 1438) и Якоб († ок. 1433) разделят наследството на три линии. През 1544 г. фамилията му е издигната на фрайхер, 1667 г. на имперски граф и 1702 г. като ландграфове на Лойхтенберг на имперски княз.

## Фамилия
Вилхелм I фон Ламберг се жени за Юта. Те имат един син:
- Вилхелм II фон Ламберг († 1397/1414), женен за Димут фон Подвайн